# The Veronicas
The Veronicas este un duo pop din Brisbane, Australia. Acesta a fost format în 2004 de surorile gemene Lisa și Jessica Origliasso. Pe lângă voce, cele două cântă la pian, respectiv chitară.
The Veronicas au trei piese de number one în ARIA Charts, principalul top muzical din Australia: „Hook Me Up” (2007), „You Ruin Me” (2014), respectiv „In My Blood” (2016). De-a lungul carierei, cele două au semnat cu case de discuri de renume mondial: Warner Bros. Records și Sony Music Entertainment.

## Discografie

### Albume de studio
| Titlu                 | Detalii                                                                                                  | Poziții | Poziții  | Poziții | Poziții | Poziții | Poziții | Poziții | Poziții | Poziții | Poziții | Certificări                     |
| Titlu                 | Detalii                                                                                                  | AUS     | BEL (FL) | CAN     | CHE     | FRA     | GBR     | IRL     | NLD     | NZL     | USA     | Certificări                     |
| --------------------- | --- | ------- | -------- | ------- | ------- | ------- | ------- | ------- | ------- | ------- | ------- | ------------------------------- |
| The Secret Life of... | - Lansat: 14 octombrie 2005 - Casă de discuri: Sire, Warner Bros., EngineRoom - Format: CD, CD + DVD, DD | 2       | 11       | —       | 61      | —       | —       | —       | 75      | 5       | 133     | - ARIA: 4 × platină - RMNZ: aur |
| Hook Me Up            | - Lansat: 3 noiembrie 2007 - Casă de discuri: Sire, EngineRoom - Format: CD, CD + DVD, DD                | 2       | —        | 57      | 38      | 134     | 35      | 33      | —       | 8       | 107     | - ARIA: 2 × platină - RMNZ: aur |
| The Veronicas         | - Lansat: 21 noiembrie 2014 - Casă de discuri: Sony Music - Format: CD, DD                               | 2       | —        | —       | —       | —       | 49      | —       | —       | 27      | —       | - ARIA: platină                 |

### Albume live
| Titlu                                       | Detalii                                                                                              | Poziții | Poziții | Certificări         |
| Titlu                                       | Detalii                                                                                              | AUS     | AUS DVD | Certificări         |
| ------------------------------------------- | --- | ------- | ------- | ------------------- |
| Exposed... the Secret Life of The Veronicas | - Lansat: 2 decembrie 2006 - Casă de discuri: Warner Bros., Sire, EngineRoom - Format: CD + DVD, DD  | —       | 3       | - ARIA: 2 × platină |
| Revenge Is Sweeter Tour                     | - Lansat: 4 septembrie 2009 - Casă de discuri: Sire, Warner Bros., EngineRoom - Format: CD + DVD, DD | 91      | —       |                     |

### Compilații
| Titlu    | Detalii                                                                                    |
| -------- | ------------------------------------------------------------------------------------------ |
| Complete | - Lansat: 18 martie 2009 - Casă de discuri: Sire, EngineRoom, Pony Canyon - Format: 2 × CD |

### EP-uri
| Titlu                  | Detalii                                                                        |
| ---------------------- | ------------------------------------------------------------------------------ |
| AOL Sessions Live      | - Lansat: 21 februarie 2006 - Casă de discuri: Sire, Warner Bros. - Format: DD |
| Mtv.com Live           | - Lansat: 1 august 2006 - Casă de discuri: Sire - Format: DD                   |
| Unplugged              | - Lansat: 2006 - Casă de discuri: Sire, Warner Bros. - Format: DD              |
| Untouched: Lost Tracks | - Lansat: 6 ianuarie 2009 - Casă de discuri: Sire, Warner Bros. - Format: DD   |

### Single-uri
| Titlu                                      | An   | Poziții | Poziții | Poziții | Poziții | Poziții | Poziții | Poziții | Poziții | Poziții | Poziții | Poziții | Certificări                                                               | Album                 |
| Titlu                                      | An   | AUS     | AUT     | CAN     | CHE     | DEU     | GBR     | IRL     | ITA     | NLD     | NZL     | USA     | Certificări                                                               | Album                 |
| ------------------------------------------ | ---- | ------- | ------- | ------- | ------- | ------- | ------- | ------- | ------- | ------- | ------- | ------- | ------------------------------------------------------------------------- | --------------------- |
| „4ever”                                    | 2005 | 2       | 23      | —       | 26      | 29      | 17      | 20      | 42      | 83      | 7       | —       | - ARIA: platină - RIAA: aur                                               | The Secret Life of... |
| „Everything I'm Not”                       | 2005 | 7       | —       | —       | —       | —       | —       | —       | —       | —       | 10      | —       | - ARIA: aur                                                               | The Secret Life of... |
| „When It All Falls Apart”                  | 2006 | 7       | —       | —       | —       | —       | —       | —       | —       | 83      | 7       | —       | - ARIA: aur                                                               | The Secret Life of... |
| „Revolution”                               | 2006 | 18      | —       | —       | —       | —       | —       | —       | —       | —       | —       | —       |                                                                           | The Secret Life of... |
| „Leave Me Alone”                           | 2006 | 41      | —       | —       | —       | —       | —       | —       | —       | —       | —       | —       |                                                                           | The Secret Life of... |
| „Hook Me Up”                               | 2007 | 1       | —       | —       | —       | —       | —       | —       | —       | —       | —       | —       | - ARIA: platină                                                           | Hook Me Up            |
| „Untouched”                                | 2007 | 2       | 23      | 5       | 34      | 48      | 8       | 1       | —       | 36      | 9       | 17      | - ARIA: platină - BPI: argint - IRMA: platină - RIAA: platină - RMNZ: aur | Hook Me Up            |
| „This Love”                                | 2008 | 10      | —       | —       | —       | —       | —       | —       | —       | —       | 14      | —       | - ARIA: aur                                                               | Hook Me Up            |
| „Take Me on the Floor”                     | 2008 | 7       | —       | 54      | —       | —       | —       | —       | —       | —       | 29      | 81      | - ARIA: aur                                                               | Hook Me Up            |
| „Popular”                                  | 2008 | —       | —       | —       | —       | —       | —       | —       | —       | —       | —       | —       |                                                                           | Hook Me Up            |
| „Lolita”                                   | 2012 | 23      | —       | —       | —       | —       | —       | —       | —       | —       | —       | —       | - ARIA: aur                                                               | N/A                   |
| „You Ruin Me”                              | 2014 | 1       | —       | —       | —       | —       | 8       | 93      | —       | —       | 16      | —       | - ARIA: 3 × platină                                                       | The Veronicas         |
| „If You Love Someone”                      | 2014 | 5       | —       | —       | —       | —       | 98      | —       | —       | —       | —       | —       | - ARIA: platină                                                           | The Veronicas         |
| „Cruel”                                    | 2015 | 53      | —       | —       | —       | —       | —       | —       | —       | —       | —       | —       |                                                                           | The Veronicas         |
| „Chains” (cu Tina Arena și Jessica Mauboy) | 2015 | 14      | —       | —       | —       | —       | —       | —       | —       | —       | —       | —       |                                                                           | N/A                   |
| „In My Blood”                              | 2016 | 1       | —       | —       | —       | —       | —       | —       | —       | —       | 31      | —       | - ARIA: 2 × platină                                                       |                       |
| „On Your Side”                             | 2016 | 19      | —       | —       | —       | —       | —       | —       | —       | —       | —       | —       | - ARIA: platină                                                           |                       |
| „The Only High”                            | 2017 | 41      | —       | —       | —       | —       | —       | —       | —       | —       | —       | —       |                                                                           |                       |